# Trzeciak

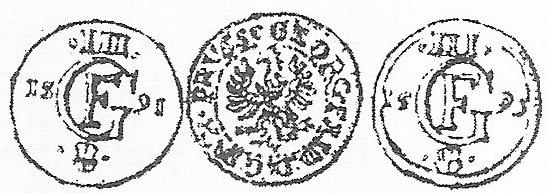
Trzeciaki z końca XVI wieku

Trzeciak (ternar) – polska srebrna moneta bita za czasów Władysława Jagiełły, a następnie za Zygmunta I Starego i Zygmunta III Wazy. Wartością była równa trzem denarom, trzeciej części półgrosza albo połowie szeląga.
W reformie z 1396–1397 zastąpiła stary zdewaluowany kwartnik, którego wartość spadła z ćwierci skojca (czyli połowy grosza) do szóstej części grosza. Dewaluacja mocno skomplikowała przeliczenia międzymonetarne (kwartnik wart był 8/3 denara), dlatego w 1398 r. przeprowadzono wymianę monet na nowe; skorygowano jednocześnie kurs grosza obrachunkowego z 16 na 18 denarów. Odtąd półgrosz wart był 9 denarów, a „mały kwartnik” 3 denary, co spowodowało przemianowanie go na ternar, czyli trzeciak. Wytwarzanie ternarów Jagiełły odbywało się w Krakowie, a zakończyło między 1407 a 1414 r.
Do trzeciaka powrócił następnie Zygmunt I Stary w okresie reformy monetarnej z lat 1526–1535. Pierwsza ordynacja mennicza z 15 października 1526 r. wprowadzała ternar jako 1/180 złotego polskiego: 1 złoty polski obrachunkowy = 10 trojaków = 30 groszy = 60 półgroszy = 90 szelągów (pruskich) = 180 ternarów. Szelągi stosowano tylko w Prusach, a ternary tylko w Koronie, ale związano je stałą relacją 2 ternary = 1 szeląg. Ternar ważył 0,57 g srebra próby 180 i produkowany był w mennicy krakowskiej w latach 1526–1529 i 1545–1548.
Zygmunt III Waza powrócił do ternara w ramach reformy z 1623 r. – jego trzeciak koronny również ważył 0,57 g srebra, ale o próbie obniżonej do 78.
Na Śląsku monety o tej nazwie używano jeszcze w XVII i XVIII wieku; dzieliła się na 3 halerze i była produkowana wyłącznie z miedzi. Ostatnia emisja pochodziła z 1809 r. z wrocławskiej mennicy Fryderyka Wilhelma III.
Rzymski ternarius albo triens był trzecią częścią asa.